# (11967) Boyle
(11967) Boyle  es un asteroide perteneciente al cinturón de asteroides, descubierto el 12 de agosto de 1994 por Eric Walter Elst desde el Observatorio de La Silla, en Chile.

## Designación y nombre
Boyle se designó inicialmente como 1994 PW20.
Más adelante fue nombrado en honor al físico y químico angloirlandés  Robert Boyle (1627-1691).

## Características orbitales
Boyle orbita a una distancia media del Sol de 2,7442 ua, pudiendo acercarse hasta 2,6824 ua y alejarse hasta 2,8060 ua. Tiene una excentricidad de 0,0225 y una inclinación orbital de 3,9101° grados. Emplea en completar una órbita alrededor del Sol 1660 días.

## Características físicas
Su magnitud absoluta es 13,6. Tiene 4,758 km de diámetro. Su albedo se estima en 0,341.